# Монодромія
У математиці монодромією називається перетворення деякого об'єкту при перенесені його вздовж нетривіального замкнутого шляху.

## Історія
Відкриття монодромії походить від суперечки Д'Аламбера і Ейлера про те, яких значень набуває логарифм на від'ємних числах. Логарифм не може бути визначений в нулі, тому для того, щоб дати відповідь на це питання, необхідно вийти в комплексну область. На ненульові комплексні числа логарифм поширюється за допомогою аналітичного продовження. За часів Ейлера ця техніка ще не була формалізована, і він керувався формулою: {\displaystyle \log(\cos x+i\sin x)=ix}. Якщо дійсне число {\displaystyle x} пробігає відрізок від {\displaystyle 0} до {\displaystyle \pi }, то точка {\displaystyle z=\cos x+i\sin x} пробігає верхню половину одиничного кола в комплексній площині, і при {\displaystyle x=\pi } маємо {\displaystyle z=-1}. З іншого боку, {\displaystyle \log z=ix} при цьому пробігає відрізок уявної осі від {\displaystyle 0} до {\displaystyle i\pi }, так що природно вважати, що {\displaystyle \log(-1)=i\pi }.